# Drapeau de Sioux Falls
 (mai 2025).
La mise en forme du texte ne suit pas les recommandations de Wikipédia : il faut le « wikifier ».
Les points d'amélioration suivants sont les cas les plus fréquents :
- Les titres sont pré-formatés par le logiciel. Ils ne sont ni en capitales, ni en gras.
- Le texte ne doit pas être écrit en capitales (les noms de famille non plus), ni en gras, ni en italique, ni en « petit »…
- Le gras n'est utilisé que pour surligner le titre de l'article dans l'introduction, une seule fois.
- L'italique est rarement utilisé : mots en langue étrangère, titres d'œuvres, noms de bateaux, etc.
- Les citations ne sont pas en italique mais en corps de texte normal. Elles sont entourées par des guillemets français : « et ».
- Les listes à puces sont à éviter, des paragraphes rédigés étant largement préférés. Les tableaux sont à réserver à la présentation de données structurées (résultats, etc.).
- Les appels de note de bas de page (petits chiffres en exposant, introduits par l'outil «  Source ») sont à placer entre la fin de phrase et le point final[comme ça].
- Les liens internes (vers d'autres articles de Wikipédia) sont à choisir avec parcimonie. Créez des liens vers des articles approfondissant le sujet. Les termes génériques sans rapport avec le sujet sont à éviter, ainsi que les répétitions de liens vers un même terme.
- Les liens externes sont à placer uniquement dans une section « Liens externes », à la fin de l'article. Ces liens sont à choisir avec parcimonie suivant les règles définies. Si un lien sert de source à l'article, son insertion dans le texte est à faire par les notes de bas de page.
- La présentation des références doit suivre les conventions bibliographiques. Il est recommandé d'utiliser les modèles {{Ouvrage}}, {{Chapitre}}, {{Article}}, {{Lien web}} et/ou {{Bibliographie}}. Le mode d'édition visuel peut mettre en forme automatiquement les références.
- Insérer une infobox (cadre d'informations à droite) n'est pas obligatoire pour parachever la mise en page.

Pour une aide détaillée, merci de consulter Aide:Wikification.
Si vous pensez que ces points ont été résolus, vous pouvez retirer ce bandeau et améliorer la mise en forme d'un autre article.
Le drapeau de Sioux Falls, Dakota du Sud, se compose d'un zigzag modèle de fine blanche et bleu des lignes, qui se divise en une partie supérieure partie bleue et une baisse du rouge rosé partie, et un soleil jaune dans le coin supérieur gauche. Le zigzag représente l'homonyme chutes de la Big Sioux River. La couleur bleue et le soleil a fait allusion au drapeau du Dakota du Sud. La couleur rose-rouge la partie qui représente le Sioux en Quartzite à proximité. La hausse de la direction de la conception représente la croissance de Sioux Falls. Le rouge, le blanc et le bleu, couleurs inclus dans l'indicateur sont aussi une référence au drapeau des États-unis , tout en maintenant la ville et l'état de la fierté.
En 2004, l' Association nord-américaine de vexillologie (NAVA) a classé la conception d'indicateurs à partir des 100 plus grandes villes des états-UNIS, l'ensemble des 50 capitales d'état et au moins deux villes par l'état. Sioux Falls n'a pas une entrée dans le classement parce qu'il n'a pas de drapeau.
Le drapeau de Sioux Falls a été conçu en 2014 par Max Rabkin. Il a été choisi comme le gagnant d'un concours de design pour le "Best in Show" par un panel d'experts et le "people's Choice award". La ville a adopté officiellement le drapeau en 2018. En 2022 NAVA de l'enquête, le drapeau a reçu un grade et a été classé dans le top 25 de plus de 300 drapeaux introduit depuis 2015.

## Conception
Le drapeau de Sioux Falls, Dakota du Sud, a un 3:5 ratio et se compose de:
un motif en zigzag de blanche fine et des lignes bleues. Ce motif représente l'homonyme chutes de la Big Sioux de la Rivière. Les chutes de s'exécuter dans un sens ascendant, qui représente la croissance de Sioux Falls.
un upper bleu partie qui fait allusion à la couleur bleu de terrain sur le drapeau du Dakota du Sud.
un soleil jaune dans le coin supérieur gauche. Ce soleil est un symbole du drapeau du Dakota du Sud parce que l'état était autrefois surnommé "L'État du Soleil".
un bas rouge rosé partie sur laquelle la tombe exécuter. Ce qui représente le Sioux en Quartzite provenant des carrières voisines et utilisé pour construire début de Sioux Falls bâtiments. Cette quartzite est reconnu comme faisant partie du patrimoine de la ville et a été utilisé dans la construction de presque tous de la important du début des bâtiments , y compris le Bâtiment Fédéral et du palais de justice, Ancien Comté de Minnehaha palais de justice et la Bibliothèque Publique Libre Carnegie. Les carrières locales ont été utilisés à la fin du 19e et début du 20e siècle et la pierre n'a pas été utilisé pour la construction d'après les carrières fermé dans les années 1920.
Le rouge, le blanc et le bleu, couleurs inclus dans l'indicateur sont aussi une référence au drapeau des États-unis , tout en maintenant la ville et l'état de la fierté.

## Histoire
En 2004, la North American Vexillological Association (NAVA) a évalué la conception des drapeaux des 100 plus grandes villes des États-Unis, des 50 capitales d’État et d’au moins deux villes par État. Sioux Falls n’a pas été inclus dans le classement parce qu’il n’avait pas de drapeau, mais le maire, Dave Munson, ne savait pas pourquoi il n’en avait pas.
En 2014, une conférence sur le design organisée par OTA, une organisation qui relie les communautés créatives dans les États « -ota » (Dakota du Sud, Dakota du Nord et Minnesota), s’est tenue au Washington Pavilion à Sioux Falls. L’orateur invité, Roman Mars, a noté que Sioux Falls était l’une des trois seules grandes villes américaines (avec Fargo, dans le Dakota du Nord, et Hilo, à Hawaï) à ne pas avoir de drapeau officiel. L’OTA s’est associée au Sioux Falls Design Center et à l’American Institute of Graphic Arts pour former le Comité pour établir une bannière volante appropriée pour la ville de Sioux Falls (CESFBCSF) afin de concevoir un drapeau pour la ville.
Le CESFBCSF a organisé un concours public de design et 91 candidatures ont été soumises. Un drapeau a remporté à la fois le prix « Best in Show » décerné par un panel d’experts et le prix « People’s Choice » décerné par plus de 3000 votes de la communauté. Le concepteur, Max Rabkin, a rendu le drapeau dans le domaine public,. Ted Kaye, un expert en vexillologie et président de la NAVA, a déclaré que le design serait considéré comme l’un des meilleurs drapeaux de ville aux États-Unis.
Le CESFBCSF a essayé à plusieurs reprises d’aller voir le conseil municipal et leur a écrit une lettre pour adopter le drapeau, mais le conseil municipal a eu peu d’intérêt. En 2016, le drapeau a été présenté au conseil municipal et à l’ancien maire, Mike Huether, mais le conseil était occupé par d’autres questions. Le CESFBCSF a pensé que le coût serait un problème potentiel et a proposé de payer pour les drapeaux, mais il n’y avait toujours pas d’intérêt.
Malgré le manque d’intérêt du conseil municipal et du maire, il y a eu un effort de renforcement du soutien de la base pour susciter l’intérêt de la communauté, ce qui a conduit les médias locaux à l’appeler « Le drapeau du peuple ». Les médias locaux ont identifié le drapeau comme un symbole de la communauté et il a été affiché dans les maisons, les entreprises et même lors d’une marche locale. Les entreprises du centre-ville ont contribué à l’effort populaire par des ventes de drapeaux.
Il y a eu une nouvelle poussée pour faire approuver le drapeau en 2018 après l’élection d’un nouveau maire, Paul Ten Haken. Le conseil craignait que le drapeau ne soit pas protégé par le droit d’auteur, mais il a été soutenu qu’un drapeau dans le domaine public serait pour tout le monde. La ville a officiellement adopté le drapeau lorsqu’il a été approuvé à l’unanimité par le conseil municipal de Sioux Falls le 10 juillet 2018. En novembre 2018, le drapeau flottait devant les bâtiments de la ville et à l’intérieur du bureau du maire.
Les entreprises et les organisations locales ont adopté le drapeau en créant des produits dérivés du drapeau. Le drapeau est apparu sur des t-shirts d’entreprises locales, sur le maillot de l’équipe de basket-ball professionnelle Sioux Falls Skyforce et même sur un graphique de concert de Metallica.
Dans une enquête NAVA de 2022, le drapeau a reçu la note A et a été classé dans le top 25 de plus de 300 drapeaux introduits depuis 2015.